# Resurrection (Lords of the Underground)
Resurrection è il terzo album del gruppo musicale hip hop statunitense Lords of the Underground, pubblicato nel 1999.
| Recensione | Giudizio |
| ---------- | -------- |
| AllMusic   | [ 1 ]    |

## Tracce
1. Intro – 1:47
2. Retaliate – 3:44
3. If You... – 4:29
4. Take Dat – 3:49
5. Path of the Righteous Man – 0:28
6. Earth, Wind, & Fire – 4:31
7. Imposter – 4:14
8. One Day (featuring Da Brat) – 4:31
9. Hennessey, Pt. 1 – 0:08
10. Funk for Ya Mama – 3:08
11. Haters – 4:25
12. Infinite – 4:20
13. Blow Your Mind – 0:12
14. Nasty Natti – 4:18
15. Hennessey, Pt. 2 – 4:02
16. Excuse Me – 5:49
17. Exodus – 4:05